# (464003) 2014 WA73
(464003) 2014 WA73 es un asteroide perteneciente al cinturón de asteroides, descubierto el 17 de noviembre de 2014 por el equipo Spacewatch desde el Observatorio Nacional de Kitt Peak (Arizona, Estados Unidos).